# Jørgen Brønlund Fjord
Der Jørgen Brønlund Fjord ist ein grönländischer Fjord im Nordost-Grönland-Nationalpark.

## Geografie
Der Fjord befindet sich im Süden Peary Lands. Er entspringt an der Mündung des das Wandel Dal durchfließenden Midsommerelvs. Der Fjord kann in einen inneren und einen äußeren Teil unterteilt werden. Der innere Teil der sich 15 km von Westen nach Osten erstreckt, ist bis zu 2 km breit und bis zu 85 m tief. Anschließend verläuft eine etwa 4 km lange Schwelle mit einer minimalen Breite von 800 m und einer Wassertiefe von 14 bis 20 m gen Ostsüdost. Dieser Fjordbereich wird von Norden aus von drei Landspitzen eingeschnitten, Kængurunæs, Nynæs und Kap Michael Rottbøl. In ihrer Mitte befindet sich die nur rund 0,3 ha große Insel Ederfugleholm. Am Ende der Schwelle verläuft der rund 2,7 km breite äußere Teil des Fjords etwa 5 km nach Südost. Der Grund dieses Fjordteils fällt vor seiner Mündung in den Independence Fjord auf knapp 200 m Tiefe ab. Insgesamt hat der Fjord von seinem Ursprung bis zur Mündung eine Länge von rund 25 km.
Der Fjord hat mehrere Zuflüsse, von denen nur ein kleiner Teil benannt ist. Im inneren Teil des Fjord fließen von Süden die kleinen Flüsse Glaciologelv, der Zoologelv und Qajaqelv zu. Am Übergang zur Schwelle fließt von Nordosten der lange Børglum Elv zu. In den äußeren Teil des Fjords fließen die kleinen Flüsse Gulelv und Botanikerelv.
Das Eis auf dem Fjord bricht gewöhnlich in der ersten Julihälfte auf. Die erneute Vereisung beginnt Anfang September.

## Geschichte
Der Fjord wurde 1907 während der Danmark-Expedition von Ludvig Mylius-Erichsen nach dem grönländischen Expeditionsteilnehmer Jørgen Brønlund benannt. Beide kamen im Laufe der Expedition gemeinsam mit Niels Peter Høeg-Hagen ums Leben.
Eigil Knuth entdeckte auf seiner ersten Peary-Land-Expedition 1947 zahlreiche archäologische Überreste früherer Besiedelung. Im Zuge dieser dreijährigen Expedition wurde an der Südküste des Fjords die Forschungsstation Brønlundhus errichtet. Knuth konnte zahlreiche Eskimokulturen im Fjord und dem angrenzenden Wandeltal nachweisen, die Independence-I- und -II-Kultur, die Dorset- und die Thule-Kultur. Beide Gebiete waren eine „Oase“ inmitten der kargen nordgrönländischen Landschaft und deswegen besonders stark besiedelt. 1972 wurde auf der gegenüberliegenden Fjordseite als Ersatz für Brønlundhus die Station Kap Harald Moltke errichtet.